# DAX
DAX (na njemačkom jeziku: Deutscher Aktien indeX; prevedeno na hrvatski: Njemački dionički indeks) burzovni je indeks na burzi vrijednosnih papira u Frankfurtu na Majni koji čine njemačke Blue chip dionice. Najvažniji je indeks na njemačkom tržištu dionica te je jedan od glavnih europskih indeksa vezanih za burze vrijednosnih papira. Indeks kreira subjekt Deutsche Börse (prevedno na hrvatski: Njemačka burza), a podaci se izračunavaju putem trgovačkog sustava Xetra.

## Povijest
Indeks je pokrenut 30. prosinca 1987. godine, a početna vrijednost iznosila mu je 1.000 bodova. Trgovački sustav Xetra uveden je u studenom 1997. godine, a od 2006. godine vrijednost indeksa izračunava se svake sekunde, te se podaci pratktički objavljuju bez prekida. Krajem 2008. godine ukupna tržišna vrijednost kompanije koje čine indeks iznosila je 442.5 milijarde eura.
DAX je stvoren 1. srpnja 1988. s početnom vrijednošću od 1000 bodova. Indeks izračunava Deutsche Börse AG.
Deutsche Börse je 24. studenog 2020. najavila proširenje indeksa za deset dodatnih komponenti kako bi potpunije odražavala modernu strukturu njemačkog gospodarstva. Proširenje se dogodilo u trećem tromjesečju 2021. godine.

## Izračun indeksa
Od siječnja 2016. indeks se izračunava svakog trgovačkog dana od 9:06 sati po srednjeevropskom vremenu. Pri izračunu DAX-a koriste se cijene dionica na elektroničkoj burzi XETRA.
Za izračun koji se temelji na formuli Etiennea Laspeyresa, cijene dionica odabranih kotiranih tvrtki se ponderiraju prema njihovoj tržišnoj kapitalizaciji.
U obzir se uzimaju samo dionice koje su u slobodnom prometu. Ako je kapital tvrtke podijeljen na nekoliko vrsta dionica (npr. obične dionice i povlaštene dionice), koristi se vrsta dionica veće likvidnosti.

## Kriteriji odabira
Od rujna 2021. tvrtke imaju pravo biti uključene u DAX samo po jednom glavnom kriteriju - tržišnoj kapitalizaciji dioničkog društva. U obzir se uzima ukupna vrijednost svih dionica koje su u slobodnom prometu, a nisu u rukama strateških investitora. Ostali dosadašnji kriteriji, kao što je aktivnost trgovanja ovim vrijednosnim papirima, su nestali.
Uz to, uveden je i novi strogi uvjet: kandidati za DAX 40 moraju imati najmanje dvije godine profita, kao i redovito dostavljati ne samo godišnja i polugodišnja, već i tromjesečna  izvješća koja su prošla određenu reviziju.
Dionica može biti isključena iz indeksa između datuma rebalansa ako njezina težina prelazi 10% i 30-dnevna povijesna volatilnost dionice prelazi 250%.

## DAX indeks danas
Osim baznog DAX indeksa, postoje još i podindeksi MDAX, TecDAX i ÖkoDAX. Bazni DAX indeks čini 30 dioničkih društava iz Njemačke, koja su se kroz povijest više puta izmjenjivala. Tako su tvrtke koje čine DAX u 2011. godini (abecednim redom): Adidas, Allianz, BASF, Bayer, Beiersdorf, BMW, Commerzbank, Daimler, Deutsche Bank, Deutsche Börse, Deutsche Lufthansa, Deutsche Post, Deutsche Telekom, E.ON, Fresenius, Fresenius Medical Care, Hedelberg Cement, Henkel, Infineon Technologies, K + S, Linde, MAN, Merck, Metro, Munich Re, RWE, SAP, Siemens, ThyssenKrupp i Volkswagen Group.